# District de Lieshan
Le district de Lieshan (烈山区 ; pinyin : Lièshān Qū) est une subdivision administrative de la province de l'Anhui en Chine. Il est placé sous la juridiction de la ville-préfecture de Huaibei.